# سميحة أويش
سَميحة أويُش (بالتركية: Semiha Öyüş)‏, (ولدت: 1966, «أورتاجا» في موغلا، تركيا) سياسية تركية. ونائب سابق في البرلمان التركي لأكثر من دورة ممثلة عن حزب العدالة والتنمية.